# Temporada 1957-1958 del FC Barcelona
Les dades més destacades de la temporada 1957-1958 del Futbol Club Barcelona són les següents:

## 1958

### Març
- 23 març - Lliga. Jornada 25. L'Espanyol derrota el Barça a Sarrià (2-1). Benavides i Olivella (en pròpia porta) marquen pels locals i Evaristo pels blaugrana. La derrota allunya del lideratge el Barça, que veu com el Reial Madrid es distància de quatre punts.

### Febrer
- 2 febrer - Lliga. Jornada 20. El Reial Madrid s'imposa amb claredat al Barça a l'estadi (0-2) amb gols de Marsal i Héctor Rial. El líder Atlètic de Madrid és a 3 punts dels blaugrana.

## 1957

### Novembre
- 26 novembre - Copa de Fires. Semifinals. Desempat. El St. Jakob Stadium de Basilea (Suïssa) és testimoni del triomf del Barça sobre el Birmingham City FC (2-1) que permet als blaugrana accedir a la final de la primera Copa de Fires. Evaristo i Kubala són els autors dels gols.
- 13 novembre - Copa de Fires. Semifinals. Tornada. Primer partir internacional oficial al Camp Nou. El Barça (amb samarreta blanca i pantaló blau) derrota amb un gol de Kubala el Birmingham City FC (1-0) i força un tercer partit.
- 3 novembre - Lliga. Jornada 8. Triomf blaugrana davant l'Atlético de Bilbao (3-0) al nou estadi. Kubala (2) i Evaristo són els golejadors. El gimnasta Joaquim Blume fa la sacada d'honor

### Octubre
- 27 octubre - Lliga. Jornada 7. Segona derrota blaugrana a la Lliga, aquest cop al Molinón davant el Real Gijon (3-2). Evaristo i Tejada marquen els gols blaugranes que no serveixen per emportar-se cap punt d'Astúries.
- 23 octubre - Copa de Fires. Semifinals. Anada. Immerescuda derrota blaugrana davant el Birmingham City FC (4-3). Gols blaugranes de Tejada, Evaristo i Villaverde. Els locals es van negar a reforçar l'equip amb jugadors del rival local Aston Villa.
- 20 octubre - Lliga. Jornada 6. Victòria mínima del Barça davant la Reial Societat (1-0) gràcies a un gol de Segarra.
- 10 octubre - Lliga. Partit ajornat de la Jornada 2. El Barça s'imposa al Sevilla (3-1) al Camp Nou amb gols de Tejada (2) i Villaverde que remunten el gol inicial dels andalusos. El general Franco assisteix per primera vegada al Camp Nou. Els blaugrana comparteixen liderat amb el Reial Madrid.
- 6 octubre - Lliga. Jornada 4. Primer partit oficial al nou estadi i nova golejada del Barça, que s'imposa al Real Jaén (6-1) amb gols d'Eulogio Martínez (2), Tejada(2), Kubala i Villaverde. L'entrada més cara val 125 pessetes i la general de peu 10 pessetes.

### Setembre
- 29 setembre - Lliga. Jornada 3. Golejada d'escàndol del Barça a l'estadi Insular enfront de la UD Las Palmas (0-7). Gols de Basora (2), Villaverde (2), Tejada, Evaristo i Eulogio Martínez fan els gols blaugranes davant un equip canari mancat de molts jugadors titulars a causa d'una passa de grip asiàtica.
- 26 setembre - Últim partit amistós dels actes d'inauguració del Camp Nou amb victòria del Barça sobre el Borussia Dortmund (4-1). Gols blaugrana de Villaverde (2), Hermes i Coll. -- L'esplanada de la Font Màgica de Montjuïc acull una revetlla blaugrana amb actuació de diverses coreografies internacionals i de la vedette Celia Gámez.
- 25 setembre - El Camp Nou acull un partit amistós entre el Flamengo brasiler i el Burnley anglès amb contundent victòria de l'equip carioca (4-0)
- 24 setembre - Solemne inauguració del nou estadi del Barça amb partit amistós davant l'FKL Varsòvia amb victòria blaugrana (4-2). Eulogio Martínez marca l'històric primer gol al Camp Nou als 11 minuts de joc i Tejada, Sampedro i Evaristo completen la golejada. El partit comença a dos quarts de cinc de la tarda i el preu de les entrades oscil·la entre les 40 i les 300 pessetes. -- El Palau d'Esports del carrer Lleida acull els partits amistosos de bàsquet: Barça-Royal IV (51-38); hoquei patins: Cercle Barcelonista-Montreaux (8-6) i handbol: Barça-Stella Sports de París (19-17). Les seccions blaugranes s'adjudiquen els torneigs de bàsquet i hoquei patins i l'Sportdam Darmstadt el d'handbol.
- 22 setembre - Lliga. Jornada 1. Debut a la Lliga amb empat a Mestalla davant el València CF (1-1). Evaristo de Macedo marca el gol del Barça

## Plantilla
Fonts:
|     |                          |      | Total | Total | Campionat de Lliga | Campionat de Lliga | Copa del Generalíssim | Copa del Generalíssim | Copa de Fires | Copa de Fires |
| P   | Jugador                  | País | PT    | Gols  | PT                 | Gols               | PT                    | Gols                  | PT            | Gols          |
| --- | ------------------------ | ---- | ----- | ----- | ------------------ | ------------------ | --------------------- | --------------------- | ------------- | ------------- |
| POR | Antoni Ramallets         |      | 31    | -37   | 22                 | -24                | 6                     | -8                    | 3             | -5            |
| POR | Pere Estrems             |      | 10    | -16   | 8                  | -14                |                       |                       | 2             | -2            |
| POR | Isidro Acosta            |      | 0     |       |                    |                    |                       |                       |               |               |
| DEF | Joan Segarra             |      | 38    | 1     | 27                 | 1                  | 6                     |                       | 5             |               |
| DEF | Sígfrid Gràcia           |      | 31    |       | 25                 |                    | 3                     |                       | 3             |               |
| DEF | Ferran Olivella          |      | 30    |       | 20                 |                    | 6                     |                       | 4             |               |
| DEF | Joaquim Brugué           |      | 18    |       | 11                 |                    | 5                     |                       | 2             |               |
| DEF | Gustau Biosca            |      | 6     |       | 6                  |                    |                       |                       |               |               |
| DEF | José Pinto Rosas         |      | 0     |       |                    |                    |                       |                       |               |               |
| DEF | Rodri                    |      | 0     |       |                    |                    |                       |                       |               |               |
| DEF | Melanio Olmedo           |      | 0     |       |                    |                    |                       |                       |               |               |
| MIG | Martí Vergés             |      | 31    | 2     | 25                 | 1                  | 2                     |                       | 4             | 1             |
| MIG | Enric Gensana            |      | 30    | 2     | 22                 | 1                  | 6                     | 1                     | 2             |               |
| MIG | Isidre Flotats           |      | 5     |       | 3                  |                    |                       |                       | 2             |               |
| MIG | Andreu Bosch             |      | 10    | 1     | 6                  | 1                  | 2                     |                       | 2             |               |
| DAV | Just Tejada              |      | 39    | 20    | 28                 | 14                 | 6                     | 4                     | 5             | 2             |
| DAV | Estanislau Basora        |      | 33    | 8     | 22                 | 6                  | 6                     | 2                     | 5             |               |
| DAV | Evaristo de Macedo       |      | 29    | 17    | 24                 | 13                 |                       |                       | 5             | 4             |
| DAV | Eulogio Martínez         |      | 29    | 17    | 19                 | 10                 | 6                     | 4                     | 4             | 3             |
| DAV | Laszlo Kubala            |      | 29    | 18    | 21                 | 12                 | 6                     | 4                     | 2             | 2             |
| DAV | Luis Suárez              |      | 20    | 9     | 12                 | 2                  | 6                     | 5                     | 2             | 2             |
| DAV | Ramón Alberto Villaverde |      | 14    | 5     | 12                 | 5                  |                       |                       | 2             |               |
| DAV | Enric Ribelles           |      | 13    | 1     | 12                 | 1                  |                       |                       | 1             |               |
| DAV | Hermes González          |      | 3     | 1     | 3                  | 1                  |                       |                       |               |               |
| DAV | Francesc Sampedro        |      | 2     | 1     | 2                  | 1                  |                       |                       |               |               |
| DAV | Lluís Coll               |      | 0     |       |                    |                    |                       |                       |               |               |
| DAV | Laszlo Kaszas            |      | 0     |       |                    |                    |                       |                       |               |               |

## Classificació
| Competició            | Pos. | P  | PG | PE | PP | GF | GC | Campió                  |
| --------------------- | ---- | -- | -- | -- | -- | -- | -- | ----------------------- |
| Campionat de Lliga    | 3r   | 30 | 17 | 4  | 9  | 69 | 38 | Reial Madrid CF         |
| Copa del Generalíssim | SF   | 6  | 5  | 0  | 1  | 20 | 8  | Club Atlético de Bilbao |
| Copa de Fires         | C    | 5  | 3  | 1  | 1  | 14 | 7  | CF Barcelona            |

## Resultats
| AMISTÓS                                      |
| -------------------------------------------- |
| 24-08-57 BARCELONA-EUROPA 7-0                |
| 28-08-57 BARCELONA - RACING PARIS 2-2        |
| 31-08-57 COMBINADO DE MADRID-BARCELONA 2-1   |
| 03-09-57 DEPORTIVO LA CORUNA-BARCELONA 1-3   |
| 05-09-57 BENFICA- BARCELONA 4-0              |
| 12-09-57 CHARLEROI- BARCELONA 3-6            |
| 15-09-57 GRANOLLERS-BARCELONA 2-10           |
| 24-09-57 BARCELONA - SELECCIO VARSOVIA 4-2   |
| 26-09-57 BARCELONA - BORUSSIA DORTMUND 4-1   |
| 24-11-57 BARCELONA - DJURGARDENS 5-1         |
| 25-12-57 BARCELONA - WIENNER S.K. 4-1        |
| 16-03-58 GIRONA-BARCELONA 1-3                |
| 19-03-58 BARCELONA - BOLONIA 2-2             |
| 13-04-58 BARCELONA - YOUNG FELLOWS 4-4       |
| 07-05-58 OS BELENENSES- BARCELONA 2-1        |
| 11-05-58 BARCELONA - NEWSCATLE 3-2           |
| 15-05-58 HOSPITALET - BARCELONA 2-5          |
| 18-05-58 SANT ANDREU - BARCELONA 4-4         |
| 04-06-58 BARCELONA - YOUNG BOYS 6-0          |
| 08-06-58 BALAGUER-BARCELONA 3-4              |
| 12-06-58 BARCELONA - PREUSSEN MUNSTER 5-2    |
| 23-06-58 BARCELONA - NATIONAL MONTEVIDEO 5-2 |
| 29-06-58 BARCELONA - TWENTE ENSCHEDE 8-3     |

| Campionat de Lliga |

| 22 setembre 1957 | València CF    | 1 - 1 | CF Barcelona | València                                          |  |
| Jornada 2        | Pasieguito 32' |       | Evaristo 72' | Estadi de Mestalla · Zariquiegui Izco (Navarra) · |  |

| 29 setembre 1957 | UD Las Palmas | 0 - 7 | CF Barcelona                                                                           | Las Palmas de Gran Canaria                  |  |
| Jornada 3        |               |       | Basora 12' 13' · Evaristo 33' · Villaverde 41' 48' · Tejada 57' · Eulogio Martínez 86' | Estadio Insular · Birigay Nieva (Biscaia) · |  |

| 4 octubre 1957 | CF Barcelona                                                           | 6 - 1 | Real Jaén CF | Barcelona                            |  |
| Jornada 4      | Villaverde 3' · Tejada 15' · Kubala 38' · Eulogio Martínez 50' 57' 85' |       | Sará 68'     | Camp Nou · Gómez Arribas (Biscaia) · |  |

| 10 octubre 1957 | CF Barcelona                    | 3 - 1 | Sevilla CF | Barcelona                                    |  |
| Jornada 1       | Tejada 14' 56' · Villaverde 19' |       | Pahuet 5'  | Camp Nou · González Echeverría (Guipúscoa) · |  |

| 13 octubre 1957 | Reial Madrid CF                      | 3 - 0 | CF Barcelona | Madrid                                            |  |
| Jornada 5       | Kopa 10' · Rial 43' · Di Stéfano 73' |       |              | Estadi Santiago Bernabéu · Rey Martínez (Aragó) · |  |

| 20 octubre 1957 | CF Barcelona | 1 - 0 | Reial Societat | Barcelona                            |  |
| Jornada 6       | Segarra 47'  |       |                | Camp Nou · Lacambra Canela (Aragó) · |  |

| 27 octubre 1957 | Real Gijón CD                 | 3 - 2 | CF Barcelona              | Gijon                                        |  |
| Jornada 7       | Enguíndanos 70' 80' · Pla 88' |       | Evaristo 75' · Tejada 78' | Estadi El Molinón · Marrón Martín (Centre) · |  |

| 3 novembre 1957 | CF Barcelona                  | 3 - 0 | Club Atlético de Bilbao | Barcelona                           |  |
| Jornada 8       | Kubala 27' 64' · Evaristo 36' |       |                         | Camp Nou · Asensi Martín (Centre) · |  |

| 10 novembre 1957 | Real Valladolid Deportivo | 1 - 2 | CF Barcelona             | Valladolid                                                        |  |
| Jornada 9        | Badenes 84'               |       | Eulogio Martínez 39' 67' | Estadio Municipal de Zorrilla · González Echeverría (Guipúscoa) · |  |

| 17 novembre 1957 | CF Barcelona                          | 3 - 1 | RCD Espanyol | Barcelona                            |  |
| Jornada 10       | Evaristo 7' · Tejada 13' · Kubala 65' |       | Arcas 49'    | Camp Nou · Birigay Nieva (Biscaia) · |  |

| 1 desembre 1957 | RC Celta de Vigo              | 4 - 0 | CF Barcelona | Vigo                                              |  |
| Jornada 11      | Mauro 13' 36' 46' · Gausí 54' |       |              | Estadi de Balaídos · Caballero Camacho (Centre) · |  |

| 8 desembre 1957 | CF Barcelona   | 2 - 2 | Club Atlético de Madrid | Barcelona                               |  |
| Jornada 12      | Kubala 33' 53' |       | Rafa 36' · Peter 72'    | Camp Nou · Zariquiegui Izco (Navarra) · |  |

| 15 desembre 1957 | Real Zaragoza CD | 1 - 1 | CF Barcelona | Saragossa                                              |  |
| Jornada 13       | Serer 17'        |       | Bosch 63'    | Estadi de La Romareda · Ortiz de Mendibil Monasterio · |  |

| 22 desembre 1957 | CF Barcelona                          | 3 - 0 | CA Osasuna | Barcelona                         |  |
| Jornada 14       | Eulogio Martínez 15' · Tejada 65' 70' |       |            | Camp Nou · Rey Martínez (Aragó) · |  |

| 29 desembre 1957 | Granada CF | 0 - 4 | CF Barcelona                              | Granada                                             |  |
| Jornada 15       |            |       | Eulogio Martínez 16' 57' · Basora 21' 75' | Estadio de los Carmenes · Gómez Arribas (Biscaia) · |  |

| 5 gener 1958 | Sevilla CF | 1 - 2 | CF Barcelona            | Sevilla                              |  |
| Jornada 16   | Arza 7'    |       | Tejada 43' · Kubala 82' | Estadio de Nervión · Novella Barco · |  |

| 12 gener 1958 | CF Barcelona | 1 - 1 | València CF | Barcelona                                    |  |
| Jornada 17    | Kubala 19'   |       | Machado 49' | Camp Nou · González Echeverría (Guipúscoa) · |  |

| 19 gener 1958 | CF Barcelona              | 2 - 0 | UD Las Palmas | Barcelona                             |  |
| Jornada 18    | Kubala 13' · Evaristo 87' |       |               | Camp Nou · Lacambra Canela (Centre) · |  |

| 26 gener 1958 | Real Jaén CF | 1 - 0 | CF Barcelona | Jaén                                              |  |
| Jornada 19    | Adalberto 9' |       |              | Estadio de la Victoria · Asensi Martín (Centre) · |  |

| 2 febrer 1958 | CF Barcelona | 0 - 2 | Reial Madrid CF       | Barcelona                                           |  |
| Jornada 20    |              |       | Marsal 35' · Rial 37' | Camp Nou · Ortiz de Mendibil Monasterio (Biscaia) · |  |

| 9 febrer 1958 | Reial Societat | 1 - 2 | CF Barcelona                     | Sant Sebastià                            |  |
| Jornada 21    | Segurola 64'   |       | Hermes González 50' · Tejada 84' | Estadi d'Atotxa · Rey Martínez (Aragó) · |  |

| 16 febrer 1958 | CF Barcelona                         | 3 - 0 | Real Gijón CD | Barcelona                                    |  |
| Jornada 22     | Vergés 71' · Tejada 80' · Kubala 88' |       |               | Camp Nou · González Echeverría (Guipúscoa) · |  |

| 2 març 1958 | Club Atlético de Bilbao           | 4 - 1 | CF Barcelona | Bilbao                                   |  |
| Jornada 23  | Marcaida 7' · Artetxe 54' 59' 82' |       | Tejada 41'   | Estadi de San Mamés · García Fernández · |  |

| 9 març 1958 | CF Barcelona                                                          | 7 - 1 | Real Valladolid Deportivo | Barcelona                           |  |
| Jornada 24  | Evaristo 17' 21' 58' · Kubala 22' 82' · Ribelles 26' · Villaverde 74' |       | Paz 35'                   | Camp Nou · Marrón Martín (Centre) · |  |

| 23 març 1958 | RCD Espanyol                       | 2 - 1 | CF Barcelona | Barcelona                                                   |  |
| Jornada 25   | Benavídez 2' · Olivella (p.p.) 75' |       | Evaristo 21' | Estadi de Sarrià · Ortiz de Mendibil Monasterio (Biscaia) · |  |

| 30 març 1958 | CF Barcelona | 1 - 0 | RC Celta de Vigo | Barcelona                               |  |
| Jornada 26   | Gensana 74'  |       |                  | Camp Nou · Caballero Camacho (Centre) · |  |

| 6 abril 1958 | Club Atlético de Madrid              | 3 - 1 | CF Barcelona | Madrid                                         |  |
| Jornada 27   | Peiró 23' · Agustín 56' · Miguel 82' |       | Tejada 84'   | Estadio Metropolitano · Rey Martínez (Aragó) · |  |

| 20 abril 1958 | CF Barcelona                                     | 5 - 1 | Real Zaragoza CD | Barcelona                     |  |
| Jornada 28    | Evaristo 24' 31' 78' · Sampedro 52' · Tejada 85' |       | Murillo 60'      | Camp Nou · García Fernández · |  |

| 27 abril 1958 | CA Osasuna        | 2 - 1 | CF Barcelona    | Pamplona                                                    |  |
| Jornada 29    | Areta III 31' 68' |       | Luis Suárez 43' | Estadio San Juan · Ortiz de Mendibil Monasterio (Biscaia) · |  |

| 4 maig 1958 | CF Barcelona                                            | 4 - 1 | Granada CF  | Barcelona                            |  |
| Jornada 30  | Basora 29' 65' · Eulogio Martínez 36' · Luis Suárez 39' |       | Manchón 55' | Camp Nou · Lacambra Canela (Aragó) · |  |

| Copa de Fires |

| 23 octubre 1957   | Birmingham City FC                      | 4 - 3 | CF Barcelona                                     | Birmingham                             |  |
| Semifinal - anada | Brown 31' · Orritt 35' · Murphy 43' 60' |       | Tejada 12' · Evaristo 27' · Eulogio Martínez 40' | St Andrew's Stadium · Gulde (Suïssa) · |  |

| 13 novembre 1957    | CF Barcelona | 1 - 0 | Birmingham City FC | Barcelona                     |  |
| Semifinal - tornada | Kubala 82'   |       |                    | Camp Nou · Asensi (Espanya) · |  |

| 26 novembre 1957     | CF Barcelona              | 2 - 1 | Birmingham City FC | Basilea                                  |  |
| Semifinal - desempat | Evaristo 33' · Kubala 83' |       | Murphy 48'         | Saint Jackob Stadion · Dienst (Suïssa) · |  |

| 5 març 1958   | London XI                 | 2 - 2 | CF Barcelona                     | Londres                                                 |  |
| Final - anada | Greaves 5' · Langlely 83' |       | Tejada 4' · Eulogio Martínez 35' | Stamford Bridge · 45.466 espectadors · Dusch (Suïssa) · |  |

| 1 maig 1958     | CF Barcelona                                                                 | 6 - 0 | London XI | Barcelona                                        |  |
| Final - tornada | Luis Suárez 6' 8' 27' · Eulogio Martínez 43' · Evaristo 52' 75' · Vergés 63' |       |           | Camp Nou · 70.000 espectadors · Dusch (Suïssa) · |  |

| Copa del Generalíssim |

| 18 maig 1958             | Real Zaragoza CD                       | 3 - 4 | CF Barcelona                 | Saragossa                                                                      |  |
| Vuitens de final - anada | Manolín 25' · Murillo 40' · Wilson 88' |       | Luis Suárez 59' 72' · Kubala | Estadi de la Romareda · 30.000 espectadors · González Echeverría (Guipúscoa) · |  |

| 25 maig 1958               | CF Barcelona                                     | 8 - 0 | Real Zaragoza CD | Barcelona  |  |
| Vuitens de final - tornada | Kubala · Eulogio Martínez · Luis Suárez · Tejada |       |                  | Camp Nou · |  |

| 1 juny 1958             | CF Barcelona              | 3 - 0 | València CF | Barcelona  |  |
| Quarts de final - anada | Gensana · Tejada · Kubala |       |             | Camp Nou · |  |

| 8 juny 1958                     | València CF | 0 - 1 | CF Barcelona         | València                                               |  |
| 18:00 Quarts de final - tornada |             |       | Eulogio Martínez 81' | Estadi de Mestalla · González Echeverría (Guipúscoa) · |  |

| 15 juny 1958      | Club Atlético de Bilbao | 2 - 0 | CF Barcelona | Bilbao                |  |
| Semifinal - anada | Arieta · Uribe          |       |              | Estadi de San Mamés · |  |

| 22 juny 1958        | CF Barcelona                                       | 4 - 3 | Club Atlético de Bilbao     | Barcelona  |  |
| Semifinal - tornada | Eulogio Martínez 45' · Basora 46' 47' · Tejada 85' |       | Arieta 3' · Artetxe 33' 81' | Camp Nou · |  |